# 平顶山街道
平顶山街道是中华人民共和国新疆维吾尔自治区乌鲁木齐市沙依巴克区下辖的一个街道办事处。

## 行政区划
平顶山街道下辖以下村级行政区划单位：
平顶山社区、克西路社区、北园春社区、公交社区、头宫社区、阿勒泰路社区、锦福苑社区、汇嘉园社区、南苑社区、春熙街南社区、清河路社区、金沙江路西社区、汇南社区。